# Moloch: Book of Angels Volume 6
Moloch: Book of Angels Volume 6 es un álbum con composiciones de John Zorn, e interpretado por el pianista de jazz, Uri Caine. Es el sexto volumen del segundo libro Masada, "The Book of Angels".

## Recepción
La crítica de Allmusic escrita por Thom Jurek le otorgó 4 estrellas al disco.

## Lista de pistas
Todas las  composiciones por John Zorn.
1. Rimmon - 4:45
2. Lomiel - 3:56
3. Mehriel - 4:32
4. Savliel - 2:25
5. Tufrial - 4:04
6. Jerazol - 3:41
7. Harshiel - 3:34
8. Lumah - 3:14
9. Harviel - 5:01
10. Segef - 1:59
11. Sahriel - 4:59
12. Shokad - 2:56
13. Zophiel - 5:01
14. Hayyoth - 2:31
15. Nuriel - 5:51
16. Ubaviel - 5:17
17. Hadrial - 4:41
18. Cassiel - 2:37
19. Rimmon - 6:14

## Intérprete
- Uri Caine – piano